# Aeroportul Municipal Brandon
Aeroportul Municipal Brandon (IATA: YBR, ICAO: CYBR) este un aeroport din Manitoba, Canada ce deservește zona Brandon⁠(d). Aeroportul a fost tranzitat în 2011 de 436 de pasageri. A fost numit după zona deservită.
Situat la o altitudine de 409 m, aeroportul dispune de o singură pistă.